# エティエンヌ (オマール伯)
エティエンヌ（フランス語：Étienne, 1070年ごろ - 1127年）は、オマール伯（在位：1089年 - 1127年）およびホルダーネス領主。

## 生涯
エティエンヌはシャンパーニュ伯ウード2世とオマール女伯アデライード・ド・ノルマンディーの息子である。母アデライードはイングランド王ウィリアム1世の妹であった。エティエンヌは1089年以前に母よりオマール伯位を継承した。
1095年のウィリアム2世に対する陰謀において、その目的をエティエンヌのイングランド王即位とした。エティエンヌはウィリアム2世およびノルマンディー公ロベール2世の従兄弟にあたる。反乱の指導者はロバート・ド・モウブレイおよびウー伯ギヨーム3世であった。エティエンヌはウィリアム2世の手の届かないところにいたため、裁判にはかけられなかったとみられる。父ウード2世は陰謀に関与したことでイングランドにおける領地を失った。
1096年にエティエンヌはノルマンディー公ロベール2世の軍の一部として第1回十字軍に参加した。ウィリアム2世の死後、1102年にエティエンヌはイングランドにあった父の領地を再び与えられ、ヨークシャーのホルダーネス領主となった。1104年にはノルマンディー公ロベール2世と対立するヘンリー1世の側についたが、1118年にギヨーム・クリトンがヘンリー1世に対し反乱を起こした時は、エティエンヌはフランドル伯ボードゥアン7世とともにギヨーム・クリトンに味方した。エティエンヌは最終的に1119年にヘンリー1世に降伏した。

## 家族
エティエンヌは、ウィグモア領主ラヌルフ1世・ド・モーティマーとメリザンドの娘アヴォワーズと結婚し、以下の子女をもうけた。
- ギヨーム・ル・グロ（1101年頃 - 1179年） - オマール伯。ウィリアム・フィッツダンカン（スコットランド王ダンカン2世の息子）の娘セシリー・オブ・スキプトン[9][10]と結婚した。
- エティエンヌ・ル・グロ（1112年頃 - 1150年以降）[9] - ロジャー・モーティマーの娘と結婚
- アンゲラン・ドマール（1150年以降没）[9]
- アニェス（1117年頃 - 1170年以降） - リンカーン伯ウィリアム・ド・ルマールの息子ウィリアム（1151年没）と結婚。夫と死別後、スケルトン領主アダム1世・ド・ブルスと再婚[11]。